# Джозеф Плам Мартін
Джозеф Плам Мартін (21 листопада 1760 — 2 травня 1850) — солдат Коннектикутського ополчення та Континентальної армії у Війні за незалежність США. Війну закінчив у 23 роки у званні сержанта саперної роти. Його розповідь про свій досвід на війні, відкрита наново у 1950-х роках, стала цінним джерелом для істориків у розумінні умов життя звичайного солдата тієї епохи, а також битв, у яких брав участь Мартін.

## Життєпис

### Дитинство
Джозеф Плам Мартін народився в Бекеті, штат Массачусетс, 21 листопада 1760 року в родині преподобного Ебенезера Мартіна та Сюзанни Плам. У віці семи років його відправили жити до бабусі й дідуся в Мілфорд, штат Коннектикут. Оскільки його сім'я була заможною (його батько навчався в Єльському університеті), Мартін зміг здобути всебічну освіту, зокрема навчився читати та писати.

### Служба у Війні за незалежність
У 1775 році, коли Мартіну було 15 років, відбулися битви при Лексингтоні та Конкорді, після яких він запрагнув приєднатися до війська. Дідусь і бабуся спочатку були проти цієї ідеї, але погодилися після того, як Мартін поклявся у разі відмови втекти і приєднатися до військового корабля як приватир. У 1776 році він вступив до ополчення Коннектикуту, яке незабаром вирушило на завдання у районі Нью-Йорка і прибуло туди незадовго до початку британської Лонг-Айлендської кампанії. Перший призов Мартіна закінчився у грудні 1776 року, після чого він повернувся додому незадовго до битв при Трентоні та Прінстоні.
22 квітня 1777 року, після неспокійної зими та весни в Коннектикуті, 16-річний ветеран записався до Континентальної армії до кінця війни. Він служив у 17-му Континентальному полку, також відомому як 8-й Коннектикутський полк під командуванням генерала Джеймса Варнума.
Мартін брав участь у таких видатних боях, як бій під Брукліном, бій під Вайт-Плейнс, облога форту Міфлін і Монмутський бій. Таборував у Веллі-Фордж, був свідком того, як Джона Андре вели на страту, а також був присутній під час кульмінаційної облоги Йорктауна. У 1778 році його перевели до легкої піхоти, присвоївши звання капрала. Влітку 1780 року Джордж Вашингтона видав наказ сформувати Корпус саперів і мінерів, і офіцери Мартіна дали йому рекомендацію на призначення унтерофіцером цього полку. Після відбору він отримав звання сержанта. До Йорктауна корпус відповідав за копання окопів для Континентальної армії.
У битві за Йорктаун Корпус саперів і мінерів був в авангарді полку під командуванням Александера Гамільтона — вони розчищали поле від загострених колод (засік), щоб полк Гамільтона міг захопити Редут № 10.

### Повоєнні роки
Мартін звільнився зі служби у червні 1783 року, за кілька місяців до розпуску Континентальної армії. Протягом року він викладав у штаті Нью-Йорк і зрештою оселився на кордоні штату Мен, ставши одним із засновників міста Проспект, поблизу сучасного Стоктон-Спрінгс. Протягом багатьох років він був відомий місцевим жителям як фермер, селекціонер, мировий суддя та міський клерк (останню посаду займав понад 25 років).
У 1794 році одружився з Люсі Клюлі (нар. 1776), з якою мав п'ятьох дітей: Джозеф (нар. 1799), Натан і Томас (близнюки, нар. 1803), Джеймс Салліван (нар. 1810) і Сьюзен (нар. 1812). Написав багато оповідань і віршів, найвідомішою з яких є розповідь про власний досвід під час війни, опублікована у 1830 році. Джерелом для розповіді, очевидно, став його воєнний щоденник, який зараз втрачено.
У 1794 році він став учасником гострої земельної суперечки з земельним спекулянтом Генрі Ноксом, колишнім генерал-майором Континентальної армії та військовим міністром під час президентської адміністрації Джорджа Вашингтона. Нокс заявляв, що Мартінові землі в районі, який зараз відомий як округ Волдо, штат Мен, належать йому: ферма на 100 акрів та прилеглі до неї 600 тис. акрів. Мартін стверджував, що це неправда, і що право на обробку землі належить йому.
У 1797 році позов Нокса було задоволено. Ферму Мартіна площею 100 акрів оцінювали три уповноважені: один був призначений поселенцями, один — власниками, а третій — першими двома. Ферму оцінили у 170 доларів, які необхідно було виплатити протягом шести років трьома частинами готівкою або фермерськими продуктами. Мартін не міг зібрати грошей і благав Нокса дозволити йому зберегти землю. Немає жодних свідчень, чи прохальні листи Мартіна дійшли до Нокса, але той начебто дозволив йому залишитися на землі. Мартіну залишились тільки 8 акрів із початкових 100. Нокс помер у 1806 році, так і не вимагаючи у Мартіна грошей. До 1811 року його сільськогосподарські угіддя скоротили наполовину, а до 1818 року, коли він разом з іншими ветеранами Війни за незалежність прийшов до Генеральної ради штату Массачусетс за військовою пенсією, у нього вже не було нічого.
У 1818 році Мартіну затвердили військову пенсію, і він отримував 96 доларів на рік до кінця життя. Тим не менш, інші ветерани війни боролися за те, що їм належало, і, щоб допомогти справі ветеранів, Мартін анонімно опублікував свої мемуари в 1830 році. Книга не мала успіху і, здавалося, швидко пішла в забуття.
У 1836 році взвод легкої піхоти Сполучених Штатів марширував через Проспект і виявив, що там живе Джозеф Плам Мартін. Під його будинком взвод зупинився і віддав салют на честь Героя війни за незалежність.
Мартін помер 2 травня 1850 року у віці 89 років. Похований разом із дружиною на кладовищі Сенді-Пойнт, за межами Стоктон-Спрінгс, штат Мен.

## Оповідь Джозефа Плама Мартіна

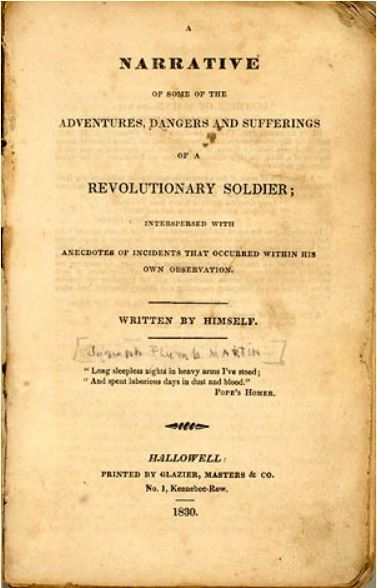
Перше видання мемуарів Джозефа Плама Мартіна про війну за незалежність США, опубліковане анонімно в спробі допомогти іншим ветеранам війни, які звертаються за отриманням державних пенсій

Дослідники часто називають оповідь Мартіна чудовим першоджерелом з історії війни за незалежність США. Більшу частину війни Мартін був рядовим в армії, тож його історія не стосується загальновідомих героїв Революції.
Оповідь Мартіна була спочатку анонімно опублікована в 1830 році в Гелловеллі, штат Мен, під назвою «Оповідь про окремі пригоди, небезпеки та випроби борця за незалежність, приправлена кумедними випадками, яким він особисто був свідком». Книга перевидавалася багато разів у багатьох форматах, але вважалася втраченою для історії. У середині 1950-х років перше видання оповідання було віднайдене та передане до Національного історичного парку Моррістауна. У 1962 році книгу під редакцією Джорджа Ф. Шеєра видало видавництво Little, Brown (ISBN 0-915992-10-8) під назвою Рядовий Янкі-Дудл. У 1968 році книга вийшла в серії «Війна за незалежність очима свідків» від The New York Times. Нинішнє видання, яке виходить з 2001 року, має назву «Оповідь бійця за незалежність: деякі з пригод, небезпек і випроб Джозефа Плама Мартіна». Крім того, існує адаптована для дітей версія, яка виходить під назвами «Хлопчина Янкі-Дудл» та «Спомини бійця за незалежність», а також коментована версія під назвою «Рядовий Янкі-Дудл». Книгу часто цитують в роботах про війну за незалежність США, зокрема в роботах Девід Маккалоу та Роберт Лекі.
Мартін неодноразово ставав персонажем документальних фільмів: у «Дітях Свободи» його зіграв Аарон Картер, у серіалі PBS «Свобода! Американська революція» — Філіп Сеймур Гоффман, у «Війні за незалежність США» — Рік Шредер. Копії першого видання його оповіді зберігаються в Бібліотеці Конгресу США, Військово-історичному інституті армії США в Карлайлі, штат Пенсільванія, а також у колекції артефактів у Національному історичному парку Моррістаун. Навколо Національного історичного парку Веллі-Фордж у Пенсільванії пролягає Маршрут Джозефа Плама Мартіна.

### Видання українською
- Джозеф Плам Мартін. «Як я воював за незалежність» = «A narrative of some of the adventures, dangers, and sufferings of a Revolutionary soldier, interspersed with anecdotes of incidents that occurred within his own observation» / пер. з англ. Іван Синєпалов. — К. : Пропала грамота, 2023. — 272 с. — 1000 екз. — ISBN 9786177918126.